# سي دي سي 6600

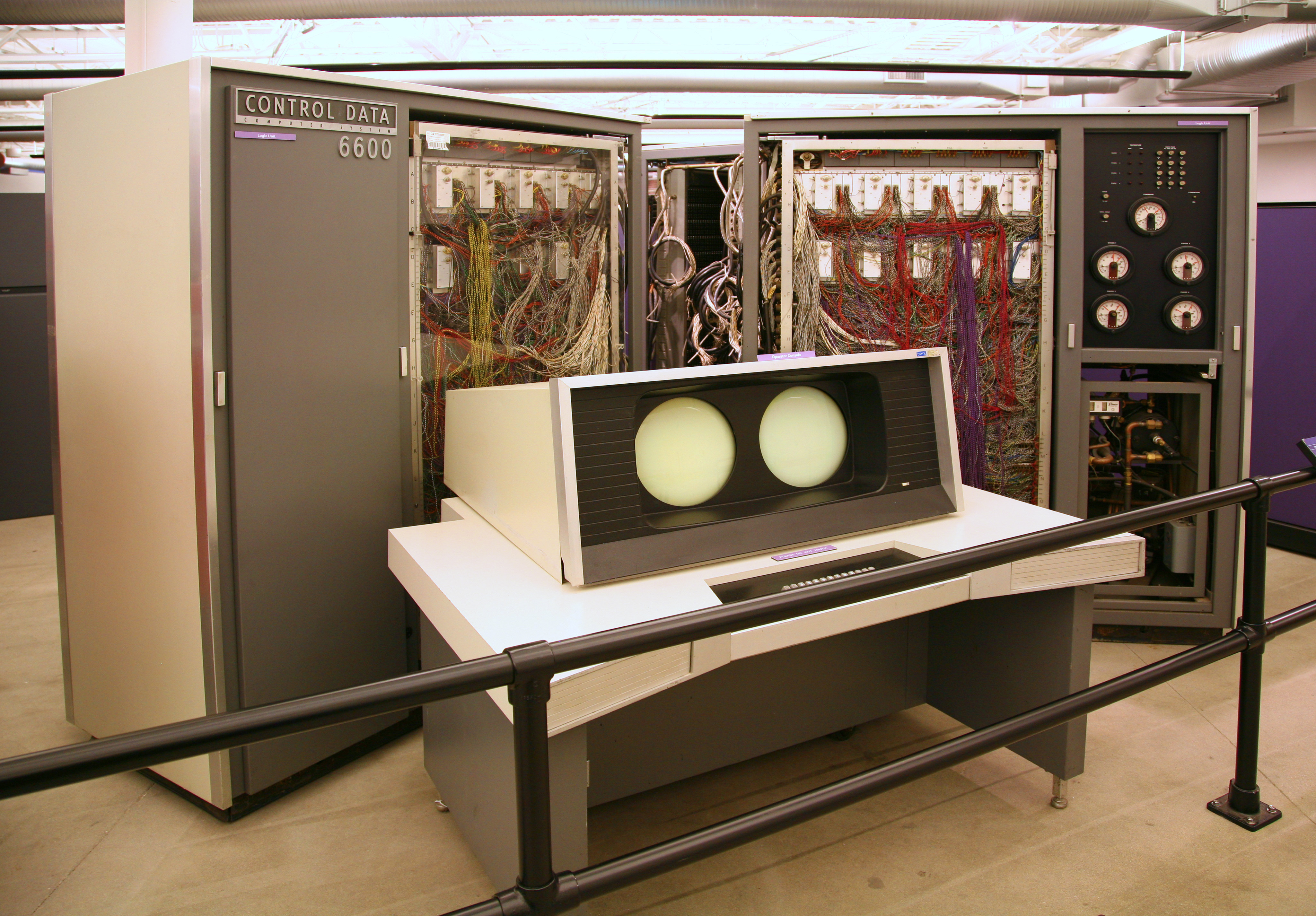
حاسوب سي دي سي 6600

سي دي سي 6600 (بالإنجليزية: CDC 6600)‏ حاسوب كبير من Control Data Corporation. تم تسليمه في عام 1964 إلى مختبر لورنس للإشعاع وهو جزء من جامعة كاليفورنيا، بركلي. واستخدم بشكل رئيسي في أبحاث الفيزياء النووية ذات الطاقة العالية، وخصوصاً لتحليل صور الأحداث النووية. والنموذج الأول منه تم تسليمه قبل عام إلى سرن بالقرب جنيف، أيضا لاستخدامه في أبحاث الفيزياء النووية ذات الطاقة العالية. وعموماً تم اعتباره أول حاسوب فائق ناجح ومتفوقاً بالسرعة على سلفه IBM 7030 Stretch بثلاث مرات. وبأداء حوالي 1 ميغا فلوبس، واستمر محتفظاً بالمركز الأول من 1964 إلى 1969 حين حاز عليه حاسوب CDC 7600.